# Comuna Cocorăștii Mislii, Prahova
Cocorăștii Mislii este o comună în județul Prahova, Muntenia, România, formată din satele Cocorăștii Mislii (reședința), Goruna și Țipărești.

## Așezare
Comuna se află în centrul județului, pe cursul mijlociu al râului Mislea, și este traversată de șoseaua județeană DJ100D, care o leagă spre sud-est de orașul Plopeni și spre vest de Scorțeni și Bănești (unde se termină în DN1).
Localitatea este situată în regiunea dealurilor subcarpatice prahovene, prezentând un relief tipic zonelor de trecere de la câmpie la deal, cu zone joase în lunca pârâului Mislea, până la culmile înalte ale Chichirei sau Francului, la peste 700 de metri. 
Așezarea este înconjurată de păduri din toate direcțiile, pe teritoriul sau existând peste 2.000 de hectare de pădure, fiind în general ferită de intemperii, cu o climă temperată blândă, și cu pânza apelor freatice la adâncimi relativ mici.
| Categorie          | Hectare | Procent |
| ------------------ | ------- | ------- |
| Suprafața agricolă | 1115 ha | 32,4%   |
| Păduri             | 2125 ha | 61,8%   |
| Ape                | 67 ha   | 1,9%    |
| Alte suprafețe     | 132 ha  | 3,9%    |
| Total              | 3439 ha | 100%    |

## Denumire
Localitatea este compusă din trei sate și anume: Cocorăștii Mislii, Goruna și Țipărești.
Denumirea de Cocorăștii Mislii are încă o origine incertă. În inima pădurii traversată de pârâul Mislea, exista dintotdeauna așa cum spun batranii, un lac cunoscut sub denumirea de ”Lacul Porcului”. Se pare că originea denumirii localității vine tocmai de la acest lac, pe ale cărui maluri se strângeau cârduri de cocori. Din alte izvoare istorice se spune că denumirea de Cocorăștii Mislii provine de la boierul Cocorăscu, care și-a denumit moșia dupa numele său. În ceea ce privește determinativul substantival ''Mislii'',  acesta localizează topografic așezarea pe cursul pârâului Mislea, dar vine și de la Mănăstirea Mislea, căreia i-a aparținut satul mănăstiresc Cocorăștii Mislii. 
Denumirea satului Goruna derivă de la substantivul ,,gorun”, o varietate de stejar des intalnita in padurile ce imprejmuiesc satul și în zilele noastre.
Despre satul Țipărești si denumirea sa, putem spune că trebuie raportată la antroponimul ,,Tipar”, care datorită grafiei a impus forma Cipariu+ sufixul,, ești”.

## Istoric
Așezarea este foarte veche, dar atestarea sa începe abia din vremea domniei lui Vlad Dracul, când, printr-un hrisov, domnitorul oferea la 23 aprilie 1441, lui Stanciu Moenescu o ocină, un loc de moară, un munte și țigani în Țara Făgărașului, iar în Țara Românească părți din diferite moșii, printre care și cea din Cocorăști (Mislii).
La sfârșitul secolului al XIX-lea, în 1895, comuna se afla în plaiul Vărbilău al județului Prahova și era formată din satele Cocorăștii Mislii, Goruna, Zăvoaia și Gura Cumetrei (ultimele două astăzi dispărute), totalizând 1325 de locuitori. Comuna avea o școală înființată în ultimul sfert al secolului, unde învățau 26 de copii (între care o singură fată); și două biserici: una la Goruna, construită în 1851, de Nicolae Țițeiu și preotul Gheorghe, și o a doua, de lemn, în satul Cocorăștii Mislii, strămutată de la Valea Sgroasei. Satul Țipărești făcea parte din comuna Mălăești (astăzi desființată), tot în plaiul Vărbilău; satul avea 234 de locuitori și o biserică, zidită în 1860.
În 1925, Anuarul Socec consemnează localitatea în plasa Prahova a aceluiași județ, cu 1729 de locuitori în satele Cocorăștii Mislii, Goruna și cătunul Zăvoaia. În 1950, ea a trecut în raionul Câmpina al regiunii Prahova și apoi (după 1952) al regiunii Ploiești. În 1968 a redevenit parte a județului Prahova, alipindu-i-se și satul Țipărești, anterior în comuna Plopeni.
Încă din vremuri  locuitorii acesteia erau cunoscuți pentru iscusința și măiestria cu care confecționau cojoace și chimire, dar și pentru practicarea altor meșteșuguri precum dogărie, dulgherie, rotărie sau lemnărie (folosind materia primă din pădurile întinse din jur). Aceste meșteșuguri se practică și astăzi, existând în localitate persoane care se ocupă cu confecționarea și brodarea costumelor populare sau prelucrarea lemnului.
Simbolul localității Cocorăștii Mislii este stejarul sau gorunul, în localitate existând un stejar monument al naturii atestat documentar în 1490. Pentru păstrarea tradițiilor și obiceiurilor, în satul Goruna a fost înființat un Muzeu al Satului, cu sprijinul și din donațiile sătenilor. 

## Demografie
Componența etnică a comunei Cocorăștii Mislii
     Români (94,3%)
     Alte etnii (0,23%)
     Necunoscută (5,47%)
Componența confesională a comunei Cocorăștii Mislii
     Ortodocși (91,03%)
     Adventiști (1,8%)
     Alte religii (0,57%)
     Necunoscută (6,6%)
Conform recensământului efectuat în 2021, populația comunei Cocorăștii Mislii se ridică la 3.000 de locuitori, în scădere față de recensământul anterior din 2011, când fuseseră înregistrați 3.229 de locuitori. Majoritatea locuitorilor sunt români (94,3%), iar pentru 5,47% nu se cunoaște apartenența etnică. Din punct de vedere confesional, majoritatea locuitorilor sunt ortodocși (91,03%), cu o minoritate de adventiști (1,8%), iar pentru 6,6% nu se cunoaște apartenența confesională.
| Anul      | 1992  | 2002  | 2012  |
| --------- | ----- | ----- | ----- |
| Locuitori | 3 709 | 3 474 | 3 229 |

## Politică și administrație
Comuna Cocorăștii Mislii este administrată de un primar și un consiliu local compus din 13 consilieri. Primarul, Daniel Alexandru[*], de la Partidul Național Liberal, este în funcție din 2008. Începând cu alegerile locale din 2024, consiliul local are următoarea componență pe partide politice:
|  | Partid                      | Consilieri | Componența Consiliului | Componența Consiliului | Componența Consiliului | Componența Consiliului | Componența Consiliului | Componența Consiliului | Componența Consiliului | Componența Consiliului |
|  | --------------------------- | ---------- | ---------------------- | ---------------------- | ---------------------- | ---------------------- | ---------------------- | ---------------------- | ---------------------- | ---------------------- |
|  | Partidul Național Liberal   | 8          |                        |                        |                        |                        |                        |                        |                        |                        |
|  | Partidul Social Democrat    | 4          |                        |                        |                        |                        |                        |                        |                        |                        |
|  | Partidul România în Acțiune | 1          |                        |                        |                        |                        |                        |                        |                        |                        |

## Comunitate
In localitate există doua parohii și trei biserici ortodoxe, câte una în fiecare sat, iar în satul Goruna ființează și o mică comunitate adventistă ce are biserică proprie.
Instituțiile de cultură din localitate se află în stare bună, datorită amenajării și întreținerii permanente și a menținerii rostului pentru care au fost construite. Localitatea dispune de doua cămine culturale în satele Cocorăștii Mislii și Goruna, de o sală de festivități în satul Cocorăști, de bibliotecă comunală și de un muzeu sătesc în satul Goruna. În cadrul căminelor culturale își desfășoară activitatea două ansambluri folclorice de renume internațional, ''Stejarul'' în Cocorășii Mislii și ''Mărțișorul'', în satul Goruna. 
Societatea civila este reprezentata de doua ONG-uri, respectiv Asociația de Înfrățire Cocorastii Mislii – Castanet Tolosan si Asociația Ecologică si Cultural Sportivă pentru Tineret ”Visul verde”. De asemenea, în sat există două asociații sportive, în Cocorăștii Mislii pentru echipa de fotbal Stejarul și echipa de tenis de masă, iar în Țipărești pentru clubul de fotbal Viitorul, ambele cluburi evoulând astăzi în liga a-6-a. 
Localitatea este înfrățită cu Castanet Tolosan din Franța și Selemet din Republica Moldova. Anual au loc schimburi de experiență între aceste localități.
Ziua localității este stabilită prin hotărârea Consiliului Local ca fiind ziua de Înălțarea Domnului, data ce se schimbă anual în funcție de data la care se sărbătorește Paștele.